# Голлістер (Північна Кароліна)
Голлістер (англ. Hollister) — переписна місцевість (CDP) в США, в окрузі Галіфакс штату Північна Кароліна. Населення — 618 осіб (2020).

## Географія
Голлістер розташований за координатами 36°15′30″ пн. ш. 77°56′8″ зх. д. / 36.25833° пн. ш. 77.93556° зх. д. (36.258282, -77.935694).  За даними Бюро перепису населення США в 2010 році переписна місцевість мала площу 10,33 км², з яких 10,31 км² — суходіл та 0,02 км² — водойми.

## Демографія
Згідно з переписом 2010 року, у переписній місцевості мешкали 674 особи в 283 домогосподарствах у складі 182 родин. Густота населення становила 65 осіб/км².  Було 335 помешкань (32/км²).
Расовий склад населення:
| - 70,5 % — корінних американців - 23,7 % — чорних або афроамериканців - 3,3 % — білих |

До двох чи більше рас належало 2,1 %. Частка іспаномовних становила 3,3 % від усіх жителів.
За віковим діапазоном населення розподілялося таким чином: 22,6 % — особи молодші 18 років, 62,3 % — особи у віці 18—64 років, 15,1 % — особи у віці 65 років та старші. Медіана віку мешканця становила 40,7 року. На 100 осіб жіночої статі у переписній місцевості припадало 100,0 чоловіків;  на 100 жінок у віці від 18 років та старших — 87,1 чоловіків також старших 18 років.
Середній дохід на одне домашнє господарство  становив 28 091 долар США (медіана — 20 192), а середній дохід на одну сім'ю — 30 667 доларів (медіана — 24 861). Медіана доходів становила 27 500 доларів для чоловіків та 21 250 доларів для жінок. За межею бідності перебувало 38,9 % осіб, у тому числі 55,1 % дітей у віці до 18 років та 41,0 % осіб у віці 65 років та старших.
Цивільне працевлаштоване населення становило 245 осіб. Основні галузі зайнятості: освіта, охорона здоров'я та соціальна допомога — 21,2 %, роздрібна торгівля — 19,6 %, виробництво — 15,9 %.